# Mont Jacob
Mont Jacob är ett berg i Kanada.   Det ligger i provinsen Québec, i den östra delen av landet, 500 km nordost om huvudstaden Ottawa. Toppen på Mont Jacob är 187 meter över havet, eller 9 meter över den omgivande terrängen. Bredden vid basen är 0,56 km.
Terrängen runt Mont Jacob är huvudsakligen platt. Runt Mont Jacob är det ganska tätbefolkat, med 134 invånare per kvadratkilometer.. Närmaste större samhälle är Jonquière, 1,8 km öster om Mont Jacob.
I omgivningarna runt Mont Jacob växer i huvudsak blandskog.